# Trendelenburg-Test
Der Trendelenburg-Test, benannt nach dem Chirurgen Friedrich Trendelenburg (1844–1924), nicht zu verwechseln mit dem Trendelenburg-Zeichen, dient als inzwischen historische klinische Untersuchung dem Nachweis einer unzureichenden Venenklappenfunktion.
Physiologisch fließt das Blut von den oberflächlichen Beinvenen durch die Perforansvenen in das tiefergelegene Venensystem.
Auf dem Rücken liegend wird das Bein hochgelagert oder senkrecht nach oben gestreckt, um die Krampfadern zu entleeren. Ein Ausstreichen nach proximal oder ein Kompressionsverband kann die Entleerung der Venen beschleunigen. Die Vena saphena magna wird im Bereich des mittleren Oberschenkels und oberhalb des Knöchels mittels zweier Stauschläuche komprimiert und das Bein abgesenkt.
Mögliche Folgen sind:
- die Krampfadern füllen sich gar nicht bzw. langsam über einen Zeitraum von mehr als 30–35 Sekunden: Die Klappen der Perforansvenen sind somit suffizient, es fließt kein Blut retrograd von den tiefen Beinvenen in die oberflächlichen. Der Trendelenburg-Test ist negativ.
- Trendelenburg I positiv: Schnelle Venenfüllung bei noch liegender Stauung (< 15 Sek.) → Perforantes insuffizient.
- Trendelenburg II positiv: Retrograde Füllung nach Abnahme der Stauung → Klappeninsuffizienz der oberflächlichen Venen (= Stammvarikosis). Zur Abklärung der Lokalisation: Staubinde am Ober- und Unterschenkel.